# 薩蒂什·庫馬爾·卡魯納卡蘭
薩蒂什·庫馬爾·卡魯納卡蘭（英語：Sathish Kumar Karunakaran，2001年5月20日—），印度男子羽毛球運動員。

## 生涯
薩蒂什·庫馬爾·卡魯納卡蘭出生於印度泰米尔纳德邦的金奈，起初的他是一位熱愛游泳的男孩直到他11歲時因觀看了他的表哥打羽毛球而開始接觸並熱愛著這項運動。之後在14歲時他開始在哥印拜陀接受專業訓練。2019年，他開始征戰國際賽事並且在韓國青少年羽毛球錦標賽上獲得季軍以及在全國少年錦標賽上獲得冠軍。
2021年9月，薩蒂什·庫馬爾·卡魯納卡蘭開始參與成年國際賽事。在哈爾科夫國際賽男子單打項目上，他從資格賽一路殺進準決賽；並以2比1戰勝馬來西亞的王景揚，首次晉級決賽。在決賽上，他則以直落兩局不敵隊友普里揚舒·拉賈瓦特，未能成功奪冠。11月，他再次在匈牙利國際賽男子單打中闖進決賽，同樣以兩局不敵7號種子、保加利亞的丹尼尔·尼科洛夫，再次奪得亞軍。
2022年，薩蒂什·庫馬爾·卡魯納卡蘭開始與Aadya Veriyath合作兼項混合雙打，他在8月的喀麥隆國際賽上分別闖進男子單打和混合雙打的決賽。他先是在男子單打決賽中以兩局21比13擊敗了從資格賽晉級的馬來西亞選手蔡金晟，奪得個人國際賽上的首座冠軍。混雙決賽中，他們則以1比2不敵頭號種子、菲律賓的阿爾文·莫拉達/阿莉莎·亞斯貝爾·利奧納多組合，屈居亞軍。
2023年，薩蒂什·庫馬爾·卡魯納卡蘭在男單與混雙項目皆有收穫。其中，他在混雙項目分別在馬爾代夫國際系列賽、恰蒂斯加爾邦國際挑戰賽中摘下桂冠；並在馬來西亞國際系列賽、印度國際挑戰賽中拿下兩座亞軍。他在男單方面也取得突破，他在奧迪沙大師賽中首次闖進世界羽聯世界巡迴賽級別的決賽；並以2比1擊敗隊友阿尤什·谢蒂成功奪下首座超級賽冠軍。
2024年開季，薩蒂什·庫馬爾·卡魯納卡蘭便在伊朗國際挑戰賽中拿下一冠一亞。他先是在男單決賽中以兩局不敵越南的阮海登；接著他在混雙決賽中以直落兩局戰勝隊友苏密特·雷迪/斯基·雷迪組合。

## 主要比賽成績
只列出曾進入準決賽的國際賽事成績：
| 年份   | 賽事                         | 公開賽級別 | 項目     | 拍檔           | 成績   |
| ------ | ---------------------------- | ---------- | -------- | -------------- | ------ |
| 2021年 | 哈爾科夫羽毛球國際賽         | 國際系列賽 | 男子單打 | －             | 亞軍   |
| 2021年 | 匈牙利羽毛球國際賽           | 國際系列賽 | 男子單打 | －             | 亞軍   |
| 2021年 | 巴林羽毛球國際系列賽         | 國際系列賽 | 男子單打 | －             | 準決賽 |
| 2022年 | 喀麥隆羽毛球國際賽           | 國際系列賽 | 男子單打 | －             | 冠軍   |
| 2022年 | 喀麥隆羽毛球國際賽           | 國際系列賽 | 混合雙打 | Aadya Variyath | 亞軍   |
| 2022年 | 印度羽毛球國際挑戰賽         | 國際挑戰賽 | 男子單打 | －             | 準決賽 |
| 2022年 | 馬爾代夫羽毛球國際挑戰賽     | 國際挑戰賽 | 男子單打 | －             | 準決賽 |
| 2022年 | 馬爾代夫羽毛球國際挑戰賽     | 國際挑戰賽 | 混合雙打 | Aadya Variyath | 準決賽 |
| 2023年 | 馬爾代夫羽毛球國際系列賽     | 國際系列賽 | 男子單打 | －             | 亞軍   |
| 2023年 | 馬爾代夫羽毛球國際系列賽     | 國際系列賽 | 混合雙打 | Aadya Variyath | 冠軍   |
| 2023年 | 馬來西亞羽毛球國際系列賽     | 國際系列賽 | 男子單打 | －             | 準決賽 |
| 2023年 | 馬來西亞羽毛球國際系列賽     | 國際系列賽 | 混合雙打 | Aadya Variyath | 亞軍   |
| 2023年 | 印度羽毛球國際挑戰賽         | 國際挑戰賽 | 男子單打 | －             | 冠軍   |
| 2023年 | 印度羽毛球國際挑戰賽         | 國際挑戰賽 | 混合雙打 | Aadya Variyath | 亞軍   |
| 2023年 | 恰蒂斯加爾邦羽毛球國際挑戰賽 | 國際挑戰賽 | 男子單打 | －             | 冠軍   |
| 2023年 | 恰蒂斯加爾邦羽毛球國際挑戰賽 | 國際挑戰賽 | 混合雙打 | Aadya Variyath | 冠軍   |
| 2023年 | 巴林羽毛球國際系列賽         | 國際系列賽 | 混合雙打 | Aadya Variyath | 準決賽 |
| 2023年 | 巴林羽毛球國際挑戰賽         | 國際挑戰賽 | 男子單打 | －             | 準決賽 |
| 2023年 | 奧迪沙羽毛球大師賽           | 超級100賽  | 男子單打 | －             | 冠軍   |
| 2024年 | 伊朗羽毛球國際挑戰賽         | 國際挑戰賽 | 男子單打 | －             | 亞軍   |
| 2024年 | 伊朗羽毛球國際挑戰賽         | 國際挑戰賽 | 混合雙打 | Aadya Variyath | 冠軍   |
| 2024年 | 阿塞拜疆羽毛球國際賽         | 國際挑戰賽 | 混合雙打 | Aadya Variyath | 冠軍   |
| 2024年 | 烏干達羽毛球國際挑戰賽       | 國際挑戰賽 | 混合雙打 | Aadya Variyath | 冠軍   |
| 2024年 | 古瓦哈蒂羽毛球大師賽         | 超級100賽  | 男子單打 | －             | 冠軍   |
| 2024年 | 奧迪沙羽毛球大師賽           | 超級100賽  | 男子單打 | －             | 準決賽 |
| 2025年 | 夏季世界大學運動會羽球比賽   | 其他       | 混合團體 | —              | 銅牌   |

| 2018-2026年 | 總決賽 | 超級1000賽 | 超級750賽 | 超級500賽 | 超級300賽 | 超級100賽 | 國際挑戰賽 | 國際系列賽 | 未來系列賽 | 其他 |